# Nancy Lyons
Beatrice "Nancy" Lyons, född 12 april 1930, är en australisk före detta simmare.
Lyons blev olympisk silvermedaljör på 200 meter bröstsim vid sommarspelen 1948 i London.